# Richard Friedenthal
Richard Paul Caspar Friedenthal (* 9. Juni 1896 in München; † 19. Oktober 1979 in Kiel) war ein deutscher Schriftsteller.

## Leben und Wirken
Richard Friedenthal war ein Sohn des Mediziners und Anthropologen Hans Wilhelm Carl Friedenthal. Er wuchs in Berlin-Nikolassee auf. Während der Zeit des Ersten Weltkrieges war er Soldat und erlitt eine schwere Verwundung. Nach dem Krieg studierte er Literatur- und Kunstgeschichte sowie Philosophie an den Universitäten in Berlin, Jena und München, unter anderem als Schüler von Heinrich Wölfflin, Fritz Strich und Max Weber. Im Jahr 1922 wurde er zum Doktor der Philosophie promoviert.
Seine ersten literarischen Versuche in den 1920er-Jahren wurden von Stefan Zweig gefördert. Ab 1928 arbeitete er als Verlagslektor; ab 1930 war er Leiter des Knaur-Verlags in Berlin. Friedenthal gab dort Knaurs Konversationslexikon heraus, das den neuen Typ des einbändigen, volkstümlichen Nachschlagewerks verkörperte und ein großer Verkaufserfolg wurde. Seit 1933 unterlag Friedenthal wegen seiner jüdischen Herkunft einem Schreibverbot.
1938 emigrierte Friedenthal nach Großbritannien. Von Juni 1940 bis März 1941 war er im Hutchinson Internment Camp interniert. Von 1942 bis 1950 war er Sekretär des PEN-Zentrums der Deutschsprachigen Autoren im Ausland. Von 1943 bis 1951 arbeitete er für die BBC. In den Jahren von 1945 bis 1950 war er Mitherausgeber der in Stockholm erscheinenden Neuen Rundschau. Daneben gab er Stefan Zweigs Werke heraus und verwaltete dessen Nachlass. 1951 erhielt Friedenthal die britische Staatsbürgerschaft. Von 1951 bis 1954 lebte er wieder in Deutschland und leitete in München die Droemersche Verlagsanstalt. Ab 1954 lebte er dauerhaft in Großbritannien. Er starb 1979, während einer Besuchsreise in Deutschland.
Anfänglich verfasste Friedenthal Lyrik und Novellen im traditionellen, psychologisierenden Stil. Ersten schriftstellerischen Erfolg hatte er 1929 mit einem historischen Roman über Hernando Cortes. Bis in die 1960er-Jahre machte er sich hauptsächlich als Lexikograf und Essayist einen Namen. Am bekanntesten wurde er durch eine Reihe von Biografien. Er porträtierte unter anderem Jan Hus, Martin Luther, Denis Diderot und Johann Wolfgang von Goethe. Insbesondere die Goethe-Biografie fand bei der Leserschaft großen Zuspruch. Gegen Ende seines Lebens verfolgte er den Plan, ein Buch über die deutschsprachigen Emigranten im London des 19. Jahrhunderts zu schreiben. Aus den dafür unternommenen Studien entstand dann eine biographische Darstellung von Karl Marx.
Friedenthal war ab 1957 Vizepräsident des PEN-Zentrums der Bundesrepublik Deutschland und ab 1968 dessen Ehrenpräsident. 1956 erhielt er das Bundesverdienstkreuz, 1961 das Große Bundesverdienstkreuz für seine Verdienste um die deutsch-britische Verständigung. Seit 1960 war er Mitglied der Deutschen Akademie für Sprache und Dichtung.

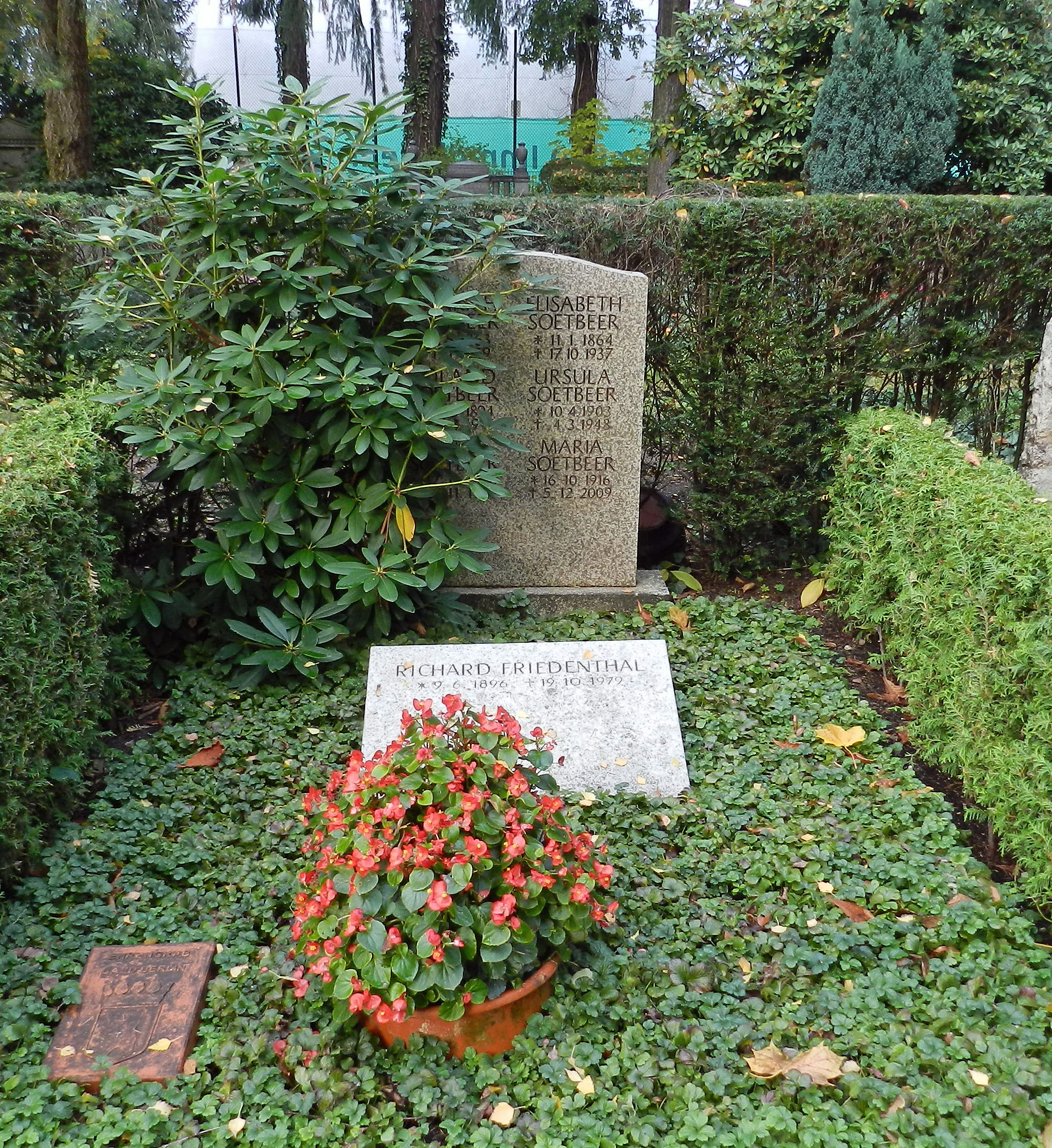
Grabstätte

Er ist auf dem Friedhof Nikolassee bestattet. Sein Grab ist als Ehrengrab der Stadt Berlin gewidmet.

## Werke
- Tanz und Tod, Berlin 1918
- Demeter. Sonette, Berlin 1925
- Der Fächer mit der goldenen Schnur, Berlin 1925
- Der Heuschober, Stuttgart 1925
- Marie Rebscheider, Leipzig 1927
- Der Eroberer, Leipzig 1929
- Brot und Salz. Gedichte, London 1943
- Stefan Zweig und der humanitäre Gedanke, Eßlingen a. Neckar 1948
- Goethe chronicle, London 1949
- Das Erbe des Kolumbus, Esslingen 1950
- Die englische Kultur, Bad Godesberg 1956
- Die Welt in der Nußschale, München 1956
- Die Party bei Herrn Tokaido, München 1958
- Georg Friedrich Händel in Selbstzeugnissen und Bilddokumenten, Hamburg 1959
- Leonardo, München 1959
- London zwischen gestern und morgen, München  [u. a.] 1960
- Goethe – Sein Leben und seine Zeit, München 1963 (englischsprachige Ausgabe mit einer Einleitung von Martha Friedenthal-Haase: Transaction Publishers, New Jersey 2010, ISBN 978-1-4128-1346-4)
- Gedichte für meine Freunde, München 1966
- Luther – Sein Leben und seine Zeit, München 1967
- Entdecker des Ich: Montaigne – Pascal – Diderot, München 1969
- Ketzer und Rebell: Jan Hus und das Jahrhundert der Revolutionskriege, München 1972
- Große Erzählungen, München [u. a.] 1976
- Und unversehens ist es Abend, München [u. a.] 1976
- Karl Marx. Sein Leben und seine Zeit. München [u. a.] 1981 (unvollendet und von fremder Hand für den Druck bearbeitet)
- Diderot, München [u. a.] 1984
- Herzog Heinrich Julius von Braunschweig als Dramatiker, Braunschweig 1996

## Herausgeberschaft
- Knaurs Konversationslexikon, Berlin 1932
- Stefan Zweig: Zeit und Welt, Stockholm 1943
- Stefan Zweig: Balzac, Stockholm 1946
- Knaurs Jugendlexikon, München 1953
- Stefan Zweig: Europäisches Erbe, Frankfurt am Main 1960
- Johann Wolfgang von Goethe: Goethes englische Werke, Hamburg 1961
- Stefan Zweig: Die Dramen, Frankfurt am Main 1964
- Stefan Zweig: Silberne Saiten, Frankfurt am Main 1966
- Johann Wolfgang von Goethe: Goethe-Weisheiten im ernsten und heiteren Ton, Stuttgart u. a. 1971
- Stefan Zweig: Briefe an Freunde, Frankfurt am Main 1978

## Übersetzungen
- Irwin Edman: Ein Schimmer Licht im Dunkel, Stockholm 1940 (übersetzt zusammen mit Stefan Zweig)